# 성동구 을 (2004년 선거구)
성동구 을은 대한민국의 옛 국회의원 선거구였다. 당시 서울특별시 성동구의 일부 지역을 관할했다.

## 역사
제16대 국회의원 선거를 앞두고 성동구 선거구가 다시 갑, 을로 분구되면서 신설되었다. 
제20대 국회의원 선거를 앞두고 중구 선거구의 인구 미달과, 중구 선거구와 종로구 선거구를 합치면 인구 상한선을 넘는 문제로 중구 선거구와 통합되며 폐지되었다. 이로 인해 성동구 을 선거구는 성동구 갑에 해당하는 지역 중 중구·성동구 을에 합류하지 않은 지역과 함께 중구·성동구 갑 선거구를 이루게 되었다.

## 관할 구역
| 대수      | 관할 구역                                                                                     |
| --------- | --------------------------------------------------------------------------------------------- |
| 17대~18대 | 성동구 왕십리제1동, 왕십리제2동, 도선동, 마장동, 사근동, 행당제1동, 행당제2동, 송정동, 용답동 |
| 19대      | 성동구 왕십리도선동, 왕십리제2동, 마장동, 사근동, 행당제1동, 행당제2동, 송정동, 용답동        |

## 역대 국회의원
| 선거   | 정당 | 정당       | 의원   |
| ------ | ---- | ---------- | ------ |
| 2004년 |      | 열린우리당 | 임종석 |
| 2008년 |      | 한나라당   | 김동성 |
| 2012년 |      | 민주통합당 | 홍익표 |

## 역대 선거 결과

### 대한민국 제17대 국회의원 선거
|  | 49.61% |

|  | 39.10% |

|  | 8.23% |

|  | 2.40% |

|  | 0.63% |

### 대한민국 제18대 국회의원 선거
|  | 51.58% |

|  | 46.67% |

|  | 1.74% |

### 대한민국 제19대 국회의원 선거
|  | 49.66% |

|  | 48.89% |

|  | 1.44% |